# Aneliopis alampeta
Aneliopis alampeta är en fjärilsart som beskrevs av Bethune-Baker 1908. Aneliopis alampeta ingår i släktet Aneliopis och familjen nattflyn. Inga underarter finns listade i Catalogue of Life.